# 비둘기와 개미

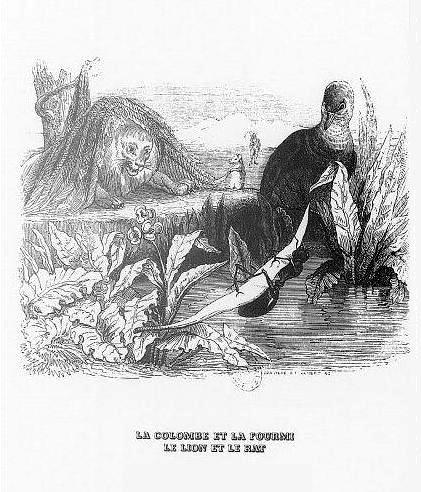
J. J. 그랑빌이 1838년에 그린 라 퐁텐 우화집의 유사한 주제를 가진 두 가지 우화를 담은 삽화이다.

비둘기와 개미는 자비로운 행동의 보상에 관한 이야기이다. 이솝 우화에 포함되어 있으며, 페리 인덱스에서 235번으로 분류된다.

## 우화
이 우화는 그리스 자료에 처음 기록된 이후로 거의 변형이 없었다. 개미가 시냇물에 빠지자 비둘기가 풀잎을 내밀어 개미가 기어올라 탈출할 수 있게 도와준다. 그 후, 사냥꾼이 비둘기를 잡으려 하는 것을 알아챈 개미는 사냥꾼의 발을 물었고, 이로 인해 사냥꾼이 갑자기 움직여서 비둘기가 날아갈 수 있었다. 르네상스 시대에 근대 라틴어 시인 히에로니무스 오시우스와 판탈레온 칸디두스는 우화 모음집에 이 이야기를 포함시켰다. 영국에서는 윌리엄 캑스턴의 이솝 우화집에 일찍이 등장했으며, 후에 프랜시스 발로와 새뮤얼 크록솔의 우화집에도 포함되었다. 또한 토머스 뷰익의 《선별 우화집》에도 등장했으나, 여기서는 개미가 아닌 벌의 이야기로 전해졌다.
라 퐁텐의 우화집에도 이 이야기가 포함되어 있으며, 《사자와 쥐》와의 유사성을 강조하기 위해 두 이야기를 공통된 서두로 묶었다.
모두에게 친절을 베푸는 것이 마땅하나니
아무리 작은 이라도 그의 도움이 필요할 때가 있다.
이 중요한 신조를 위해 두 개의 우화를 인용하노니
이 중 어느 것이라도 충분히 증명하리라.
차이점은 사자가 간청을 받고서야 연민을 보인 반면, 비둘기는 순수한 선의에서 그렇게 했다는 점이다. 이 이야기는 또한 《사냥꾼과 뱀》과 공통점이 있다. 두 이야기 모두에서 새가 쏘임으로 인해 사냥꾼에게 잡히지 않게 되지만, 공격자들의 동기는 매우 다르다.
이 우화에 대해 다른 해석들도 있었다. 1947년 엽서 시리즈에서는 나치의 프랑스 점령 이후의 정치적 성명으로 변형되었다. 거기서는 새총을 든 어린 소년이 "법"이라고 표시된 완장을 한 남자의 주의를 돌려, 앞치마에 훔친 사과를 담고 도망치는 소녀를 쫓지 못하게 한다. 라 퐁텐의 우화는 나중에 폴 보노가 《라 퐁텐의 10가지 우화》(1957년) 중 하나로 작곡했으며, 이솝의 우화는 앤서니 플로그의 내레이터, 피아노, 호른을 위한 5개 작품(1989/93) 중 네 번째 작품이다. 후에 캐나다의 이본 길레스피의 내레이터와 오케스트라를 위한 《이솝 우화》(2001년)에 포함된 세 작품 중 하나로도 등장했다.